# Thermofrigopompe
Une thermofrigopompe (TFP) est une pompe à chaleur qui fournit simultanément chauffage et réfrigération. Physiquement, son énergie utile est ainsi la somme de celle rejetée sur la source chaude et de celle prélevée à la source froide.
Fondamentalement, toute pompe à chaleur est potentiellement une thermofrigopompe. Néanmoins, pour qu'une telle machine soit utile, il faut généralement un écart de température entre la source froide et la source chaude sensiblement plus important que celui pour lequel on installe un système frigorifique ou un système de chauffage. L'intégration d'une thermofrigopompe nécessite une bonne prise en compte des caractéristiques des sources chaudes et froides et de leurs variations, afin d'optimiser son dimensionnement.[réf. souhaitée]

## Coefficient de performance d'une thermofrigopompe
On définit l'efficacité {\displaystyle \eta } d'une thermofrigopompe idéale par le rapport de l'énergie « utile » sur le travail {\displaystyle W} fourni à la thermofrigopompe au niveau du compresseur, équivalent au coefficient de performance d'une pompe à chaleur. L'énergie utile est celle restituée à la source chaude {\displaystyle -Q_{\text{chaud}}} et celle prélevée à la source froide {\displaystyle Q_{\text{froid}}} ; l'efficacité est définie ainsi :
{\displaystyle \eta ={\frac {\ -Q_{\text{chaud}}+Q_{\text{froid}}}{\ W}}\qquad {\text{avec}}\;Q_{\text{chaud}}<0,\;Q_{\text{froid}}>0\;{\text{et}}\;\ W>0\;{\text{donnant}}\;1\;\leq \;\eta \;<\infty }
Le rendement d'une thermofrigopompe est donc par définition plus élevé que les rendements des systèmes frigorifiques ou des systèmes de chauffage par pompe à chaleur, pour un même écart de température entre source froide et source chaude, et un même rendement de compression.